# Erik Breukink
Erik Breukink (Rheden, 1 de abril de 1964) fue ciclista profesional desde 1986 hasta 1997. Sus inicios en el ciclismo como corredor júnior y amateur, época en la que fue campeón de su país de persecución y 4.º en los Juegos Olímpicos en contrarreloj por equipos, le hicieron convertirse en un buen especialista en la lucha contra el crono. Sin embargo, al mismo tiempo, también era un buen escalador.
Brilló desde joven, con grandes actuaciones en las Grandes Vueltas con tan sólo dos y tres años como profesional.
Durante su vida deportiva consiguió un total de 61 victorias, incluyendo varias victorias de etapa en las Grandes Vueltas. Asimismo, también logró ascender al podio de Giro y Tour en varias ocasiones, aunque nunca como vencedor.
Se retiró en 1997, tras lo cual se convirtió en comentarista deportivo en la televisión de su país durante un tiempo. Fue director deportivo del equipo Rabobank y actualmente lo es del equipo Roompot/Orange Cycling Team.

## Palmarés
| 1986 - 1 etapa de la Vuelta a Suiza 1987 - 3.º en el Giro de Italia, más 1 etapa - 1 etapa del Tour de Francia - Acht van Chaam 1988 - Critérium Internacional, más 1 etapa - Vuelta al País Vasco, más 2 etapas - 2.º en el Giro de Italia, más 1 etapa - Clasificación de los jóvenes del Tour de Francia - Omloop van het Waasland 1989 - Escalada a Montjuic - 2 etapas de la Volta a Cataluña - 2 etapas del Tour de Romandía - 1 etapa del Tour de Francia 1990 - Tour de Irlanda, más 1 etapa - 3.º en el Tour de Francia, más 2 etapas - 1 etapa de la Vuelta a Asturias - 1 etapa de la Volta a Cataluña - 1 etapa de la Vuelta a Suiza - 1 etapa de la Tirreno-Adriático 1991 - GP Eddy Merckx - 1 etapa de la Vuelta a Asturias - 3.º en el Campeonato de los Países Bajos en Ruta - Tour DuPont | 1992 - 1 etapa de la Vuelta a España - 2 etapas de la Tirreno-Adriático - Giro del Piamonte - 3.º en el Campeonato de los Países Bajos en Ruta 1993 - Campeonato de los Países Bajos en Ruta - Vuelta a los Países Bajos, más 1 etapa - Critérium Internacional, más 1 etapa - Vuelta a Asturias, más 1 etapa - 1 etapa de la Vuelta a Valencia 1995 - Campeonato de los Países Bajos Contrarreloj 1996 - Druivenkoers Overijse 1997 - Campeonato de los Países Bajos Contrarreloj - 2.º en el Campeonato de los Países Bajos en Ruta |

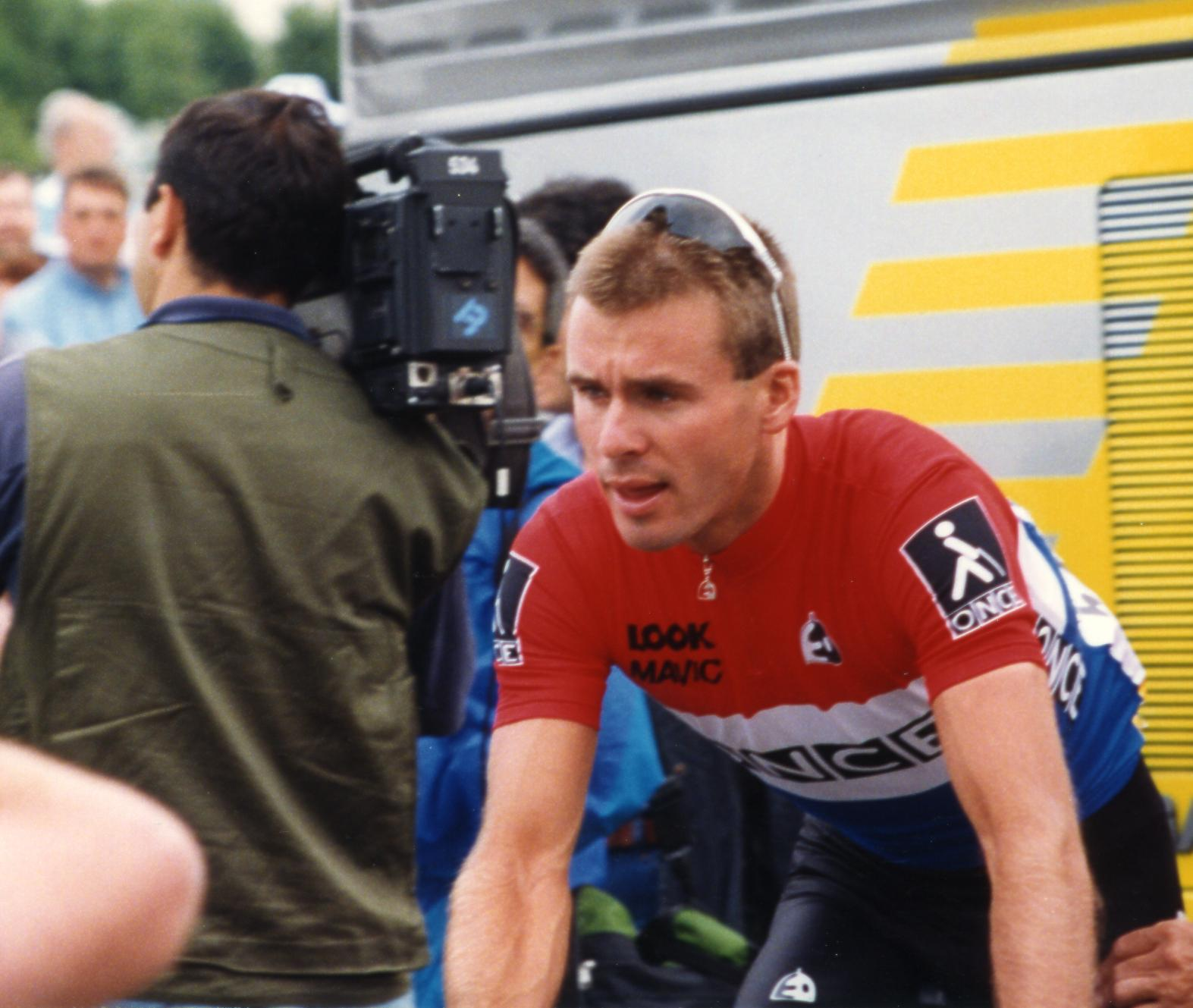
Erik Breukink, durante el Tour de Francia 1993.

## Resultados en Grandes Vueltas
| Carrera | Carrera         | 1985 | 1986 | 1987 | 1988 | 1989 | 1990 | 1991 | 1992 | 1993 | 1994 | 1995 | 1996 | 1997 |
| ------- | --------------- | ---- | ---- | ---- | ---- | ---- | ---- | ---- | ---- | ---- | ---- | ---- | ---- | ---- |
|         | Giro de Italia  | —    | 71.º | 3.º  | 2.º  | 4.º  | —    | —    | —    | —    | —    | 59.º | —    | —    |
|         | Tour de Francia | —    | —    | 21.º | 12.º | Ab.  | 3.º  | Ab.  | 7.º  | Ab.  | 29.º | 20.º | 34.º | 52.º |
|         | Vuelta a España | —    | —    | —    | —    | —    | —    | —    | 27.º | 7.º  | 19.º | —    | —    | —    |